# Eufranore
Eufranore (in greco antico: Εὐϕράνωρ?, Euphránor; Isthmia, 390 a.C. circa – Atene, 325 a.C. circa) è stato uno scultore, pittore e teorico greco antico di epoca classica.

## Biografia

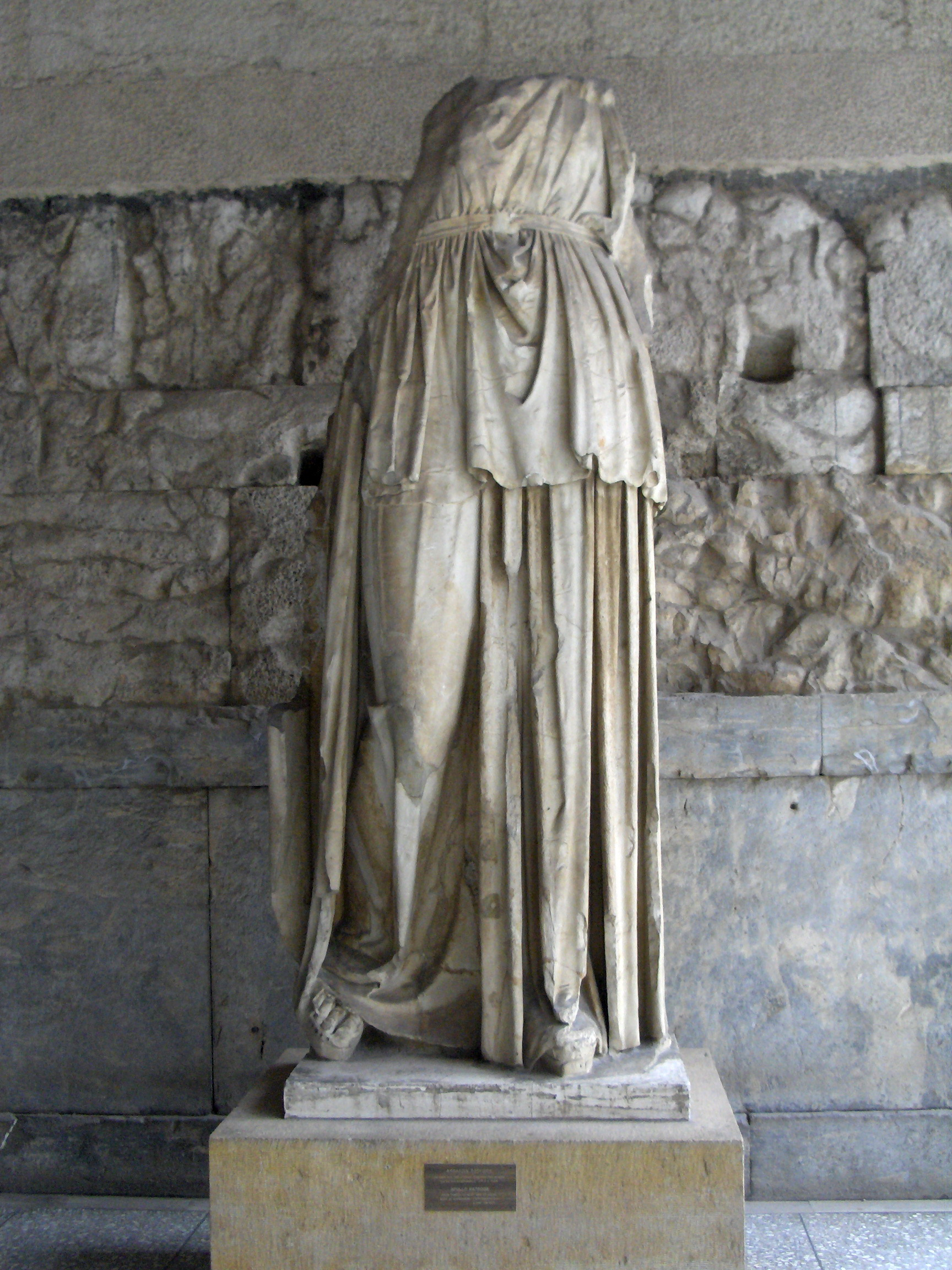
Statua di Apollo Patroos, 330 a.C. circa. Atene, Museo dell'agorà S2145 (NM3573).

Plinio lo dice nato ad Isthmia (Nat. hist., XXXV, 128), nei pressi di Corinto e pone il floruit della sua carriera alla 104ª Olimpiade (364-361 a.C.); fu attivo principalmente ad Atene. Nel passo già citato Plinio lo ricorda anche come teorico al riguardo di argomenti relativi al colore e alla simmetria (proporzioni).
Come pittore fece parte della scuola tebano-attica; fu allievo di Aristide di Tebe il vecchio, ebbe a sua volta numerosi allievi tra i quali Nicia e fu attivo nell'ambito delle commissioni pubbliche. Per la stoà di Zeus nell'agorà di Atene eseguì tre dipinti. Uno di questi rappresentava un momento precedente la battaglia di Mantinea, uno scontro tra le cavallerie degli Ateniesi e dei Tebani; gli altri due dipinti rappresentavano i Dodici dei e Teseo tra le personificazioni del Demos e della Democrazia (Plinio,  Nat. hist., XXXV, 129; Pausania I, 3.3-4; VIII, 11.6; IX, 15.5). Nello scrivere di Eufranore Plinio ricorda che quest'ultimo aveva paragonato il proprio Teseo con uno simile di Parrasio mettendo in evidenza la maggiore plasticità delle proprie figure rispetto allo stile lineare del pittore di Efeso.
Le sculture attribuite a Eufranore dalle fonti sono numerose; uno degli ultimi lavori sembra essere stata la quadriga bronzea con Filippo II di Macedonia e Alessandro (Plinio, XXXIV, 77-78), databile tra il 338 a.C. (Battaglia di Cheronea) e il 336 a.C., anno della morte di Filippo. Numerosi sono stati anche i tentativi di identificazione delle sue opere, ma l'unica unanimemente accettata dagli studiosi è la statua monumentale in marmo ritrovata nel 1907 durante gli scavi del tempio di Apollo Patroos, a 20 metri a sud del tempio, nell'agorà di Atene, con ogni probabilità la statua di culto di cui riferisce Pausania (Paus., I, 3.4), databile al 330 a.C. circa e conosciuta anche tramite numerose copie (Atene, Museo dell'agorà S 2154). La scultura frammentaria rappresenta il dio nella veste talare del citaredo; una ripresa del tipo iconografico è visibile sulla pelike del Pittore di Marsia conservata all'Ermitage di San Pietroburgo (ST1795). Per una simile monumentalità e sontuosità del panneggio sono stati avvicinati a quest'opera due bronzi del IV secolo a.C., una Atena e una Artemide entrambe al Museo del Pireo.

### Approfondimenti
- Olga Palagia, 3: Euphranor, (Monumenta graeca et romana), Leiden, Brill, 1980, ISBN 90-04-05932-6.